# Olyreae
Olyreae es una tribu de hierbas perteneciente a la familia Poaceae. Tiene los siguientes géneros.

## Géneros
- Agnesia
- Arberella
- Buergersiochloa
- Cryptochloa
- Diandrolyra
- Ekmanochloa
- Eremitis
- Froesiochloa
- Lithachne
- Maclurolyra
- Mniochloa
- Olyra
- Pariana
- Parodiolyra
- Piresia
- Piresiella
- Raddia
- Raddiella
- Rehia
- Reitzia
- Sucrea[1]